# کاپییاس
کاپییاس (به اسپانیایی: Capillas) یک شهرستان در اسپانیا است که در استان پالنسیا واقع شده‌است.

## خصوصیات
کاپییاس ۱۸ کیلومترمربع مساحت و ۱۰۲ نفر جمعیت دارد.